# Distoleon striolatus
Distoleon striolatus är en insektsart som först beskrevs av Navás 1936.  Distoleon striolatus ingår i släktet Distoleon och familjen myrlejonsländor. Inga underarter finns listade i Catalogue of Life.